# Agricoltura naturale
L'agricoltura naturale è un insieme di tecniche agricole nato negli anni quaranta grazie alle idee di Masanobu Fukuoka, un agronomo giapponese che le ha dato il nome di "natural farming". Tale non comporta, tuttavia, una maggiore "naturalità" di tali tecniche rispetto ad altre. 
L'agricoltura naturale è definibile come l'agricoltura del non fare, consiste semplicemente nel lasciare che ogni cosa, nel sistema agricolo - ambientale, vada secondo natura secondo l'avviso dei fautori: niente potature, concimazioni, cura colturale o trattamento fitosanitario, lotte antiparassitarie, lavorazioni del terreno. In questo contesto il lavoro dell'agricoltore si limita alla semina e al raccolto.
Il terreno non viene arato e la germinazione avviene direttamente in superficie, se necessario avendo preventivamente mescolato i semi con argilla e fertilizzante.
Al terreno deve essere restituito quanto più possibile di ciò che ha prodotto, quindi l'agricoltore deve cogliere esclusivamente i frutti e lasciare sul campo tutti gli scarti e le rimanenze della coltivazione, che fungeranno da pacciamatura. Il terreno rimane perennemente inerbito con piante poco invadenti e su questo si possono seminare direttamente cereali, ortaggi o far crescere alberi da frutto; questo fa sì che, rimanendo sempre coltivato, il terreno riduca la propria erosione superficiale.
In caso di infestazioni vengono inseriti animali antagonisti a quelli dannosi per la coltura (lotta biologica).